# Carinhanha (kommun)
Carinhanha är en kommun i Brasilien.   Den ligger i delstaten Bahia, i den östra delen av landet, 500 km öster om huvudstaden Brasília. Antalet invånare är 28 378.
Följande samhällen finns i Carinhanha:
- Carinhanha

Omgivningarna runt Carinhanha är huvudsakligen savann. Runt Carinhanha är det mycket glesbefolkat, med 6 invånare per kvadratkilometer.